# Cephalodella crassipes
Cephalodella crassipes är en hjuldjursart som först beskrevs av Lord 1903.  Cephalodella crassipes ingår i släktet Cephalodella och familjen Notommatidae. Arten är reproducerande i Sverige. Inga underarter finns listade i Catalogue of Life.